# Ácaro de las plumas
Los ácaros de las plumas son miembros de varias superfamilias de ácaros:
- Superorden Acariformes
  - Psoroptidia[1]
    - Analgoidea[2]
    - Freyanoidea
    - Pterolichoidea
- Superorden Parasitiformes
  - Dermanyssoidea

Son ectoparásitos de las aves, por lo que reciben su nombre común.
Para su eliminación se suelen prescribir tratamientos con Piretrina o polvo de Carbaril.